# Opération Aspides
- Territoire yéménite contrôlé par les Houthis (SPC)
- Territoire yéménite contrôlé par le gouvernement du Yémen (PLC)
- Attaques des Houthis (en rouge) et détournements de navires (en bleu)

Crise de la mer Rouge
Débordement de la guerre Israël-Hamas
Batailles
L'opération Aspides, également connu sous le nom d'EUNAVFOR Aspides, est une opération militaire menée par l'Union européenne en réponse aux attaques des Houthis contre le transport maritime international en mer Rouge. Celle-ci est menée parallèlement à l'opération Gardien de la prospérité, mission aux objectifs similaires menée principalement par les États-Unis et une coalition impliquant plus d’une vingtaine de pays.

## Contexte
Depuis le début de la guerre Israël-Hamas, les Houthis attaquent et détournent des navires traversant la mer Rouge, en réponse à la contre-attaque israélienne dans la bande de Gaza après l'attaque du Hamas contre Israël le 7 octobre 2023. Depuis le début des attaques, au moins quatre navires battant pavillon de l’UE ont été attaqués par les Houthis,,,.

## Mission

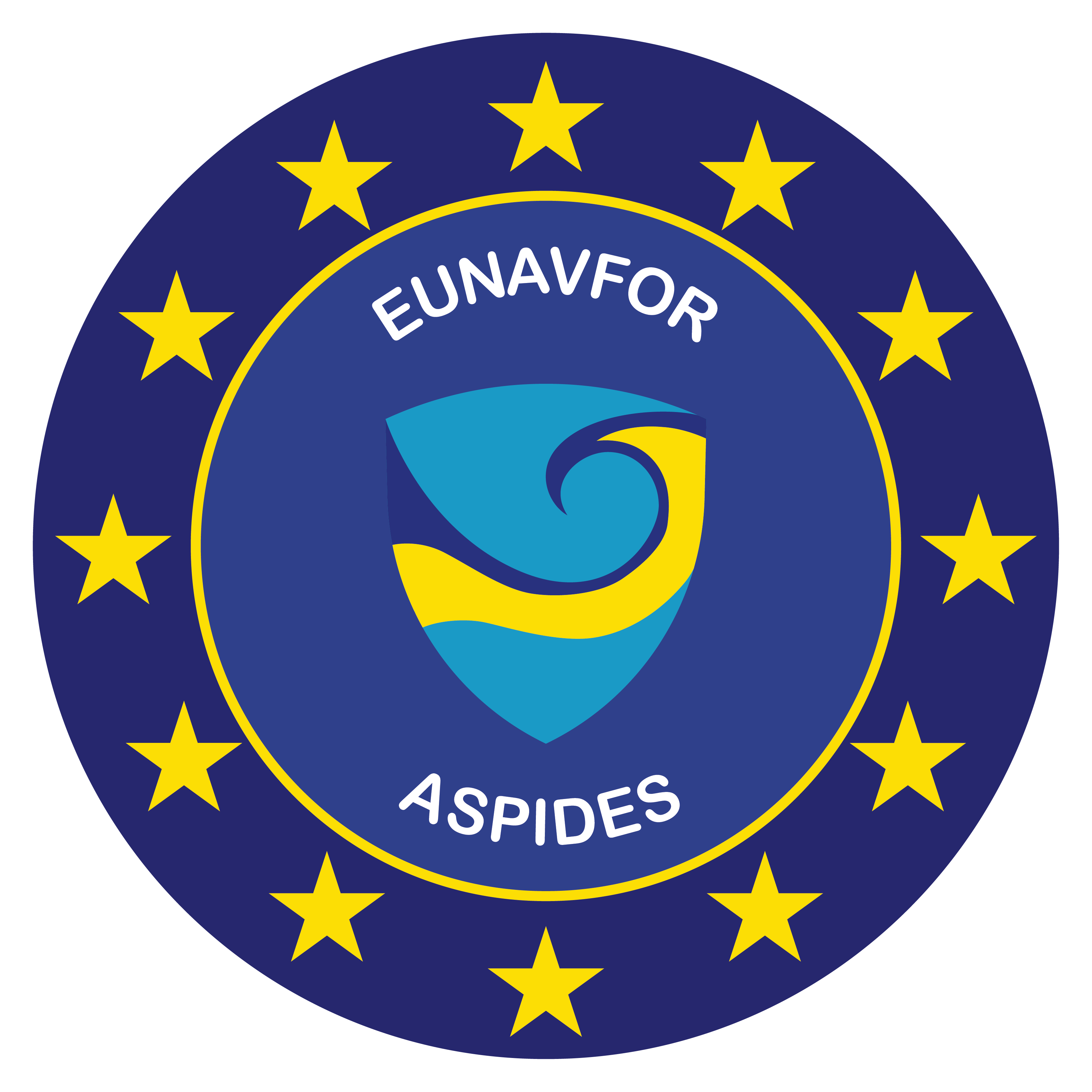
Logo de l'opération Aspides.

Le 8 février, les États membres de l'UE adoptent une motion visant à lancer l'opération Aspides, qui doit débuter le 19 février et durer un an, avec une base d'opérations à Larissa en Grèce et un officier de la marine hellénique chargé des opérations,.
Le but de l'opération est, selon le Service européen pour l'action extérieure, la protection des navires marchands contre les attaques, leur accompagnement et le renforcement de la sécurité de la situation maritime dans la région. Son objectif est donc « purement défensif », ce qui a également été souligné par les responsables de l'UE, contrairement à l'opération Gardien de la prospérité menée par les États-Unis. La mission est en coordination étroite avec l'opération Atalante, une autre mission militaire dirigée par l'UE dans la zone du golfe d'Aden.

## Forces en présence
| Navires             | Nationalité                | Type                         | Notes | Référence |
| ------------------- | -------------------------- | ---------------------------- | --- | --------- |
| Caio Duilio         | Marina Militare            | Destroyer                    | Navire amiral de l'opération jusqu'au 29 avril                                                                                          | [ 13 ]    |
| Virginio Fasan      | Marina Militare            | Frégate                      | Du 19 avril au 20 juillet | [ 14 ]    |
| Federico Martinengo | Marina Militare            | Frégate                      | - | [ 14 ]    |
| Andrea Doria        | Marina Militare            | Destroyer                    | Déployé à partir du 20 juillet | [ 15 ]    |
| Languedoc           | Marine nationale           | Frégate                      | - | [ 16 ]    |
| Alsace              | Marine nationale           | Frégate                      | - |           |
| Forbin              | Marine nationale           | Frégate                      | - | [ 17 ]    |
| Hessen              | Deutsche Marine            | Frégate                      | Jusqu'au 21 avril 2024 | ,         |
| Louise-Marie        | Composante marine          | Frégate                      | Jusqu'au 24 juin 2024 | ,         |
| Hydra               | Marine hellénique          | Frégate                      | - | ,         |
| Tromp               | Marine royale néerlandaise | Frégate                      | Déployé dans le cadre de l'opération Gardien de la prospérité, fournit un « soutien associé » à l'opération Aspides.                    | [ 22 ]    |
| Karel Doorman       | Marine royale néerlandaise | Navire polyvalent de soutien | Déployé de mai à août 2024 dans le cadre de l'opération Aspides, fournit un « soutien associé » à l'opération Gardien de la prospérité. | ,         |
| Psara               | Marine hellénique          | Frégate                      | Déployée à partir du 24 juin. |           |

## Opération
Les moyens annoncées comprennent la frégate allemande Hessen, la frégate grecque HS Hydra, la frégate de défense aérienne italienne Caio Duilio, la frégate belge Louise-Marie et les frégates de premiers rangs françaises Languedoc et Alsace.
Dans la nuit du 19 au 20 février, les frégates françaises abattent deux drones houthis au dessus de la mer Rouge et du golfe d'Aden. Deux jours plus tard, l'état-major des Armées annonce la destruction de deux autres drones dans la nuit.
Le 22 février, le gouvernement suédois annonce envoyer du personnel militaire pour participer à l'opération. La Suède enverra dans un premier temps quatre officiers d'état-major avec la possibilité d'augmenter ce nombre à dix,.
Le 27 février 2024, la frégate Hessen effectue la première utilisation d'armes réelles au combat de la Deutsche Marine en abattant deux drones aériens Houthis visant le trafic maritime en mer Rouge.
Le 2 mars, la frégate grecque Hydra franchit le canal de Suez pour rejoindre l'opération en mer Rouge. Le même jour, le destroyer italien Caio Duilio détruit un missile houthi au-dessus de la mer Rouge. Celui-ci se trouvait à moins de 6,4 km du destroyer avant qu'il ne soit abattu.
Le 9 mars, les Houthis lancent une vaste attaque de drones aériens kamikazes contre les navires des coalitions et contre le remorquage du MV True Confidence, touché le 6 mars. La FREMM Alsace et les forces aériennes françaises à Djibouti, des Mirage 2000-5F de l'escadron de chasse 3/11 Corse, abattent 4 drones kamikazes. Le 20 mars, un hélicoptère embarqué sur une FREMM française engage et abat un drone Houthis. Le 21 mars, la frégate française Alsace abat trois missiles balistiques visant un porte-conteneurs sous son escorte. Le même jour, la frégate allemande Hessen détruit un drone de surface naval visant également un navire commercial sous son escorte,.
Au 26 mars, les navires français ont tiré au total 22 missiles Aster. Le 6 avril, la frégate allemande Hessen intercepte un missile lancé depuis le territoire contrôlé par les Houthis.
Le 8 avril, un premier bilan de la mission Aspides est réalisé et annoncé par Josep Borrell, Haut représentant de l'Union pour les affaires étrangères et la politique de sécurité. L’opération a permis d’escorter 68 navires et de repousser 11 attaques. Dans le détail, les navires français, allemands, italiens et grecs ont abattu : 9 drones aériens, 1 drone de surface naval et 4 missiles balistiques.
Le 25 avril, la frégate grecque Hydra tire sur deux drones à l'aide de son canon de 127 mm dans le cadre d'une mission d'escorte d'un navire marchand dans le golfe d'Aden : le premier est abattu et le second modifia sa trajectoire pour s'éloigner du navire marchand. Le 27 avril, les problèmes affectant le déploiement de la frégate belge Louise-Marie sont résolus et le navire met le cap sur la zone d'opérations en mer Rouge.
Le 8 mai, le ministère de la Défense néerlandais annonce que le Karel Doorman rencontre des problèmes techniques avec l'un de ses systèmes d'armes, retardant ainsi son déploiement en mer Rouge. Des rapports indépendants confirment que cela concerne le Goalkeeper CIWS, alors jugé pleinement opérationnel lors de son départ des Pays-Bas le 21 avril. Après avoir quitté la base navale de Crète le 2 mai, le navire fait demi-tour et retourne sur l'île grecque deux jours plus tard, attendant des réparations jusqu'à son déploiement en zone d'opérations le 10 mai,,.
Le 13 juin, le navire marchand Verbena est touché par un missile yéménite. Un membre d'équipage grièvement blessé est évacué à bord du Karel Doorman pour y recevoir des soins médicaux. Deux jours plus tard, le commandement de la force passe sous le contrôle du commodore néerlandais George Pastoor (remplaçant le contre-amiral italien Stefano Costantino), à bord du navire amiral Karel Doorman.
Le 24 juin, la Belgique met fin au déploiement de la frégate Louise-Marie, tandis que la marine grecque déploie la frégate de la classe Hydra HS Psara. Le 7 juillet, la frégate grecque repousse une frappe de quatre drones lancée par les Houthis, en abattant deux d'entre eux,.
Le 20 juillet, le destroyer italien Andrea Doria rejoint la zone d'opérations, remplaçant de la frégate italienne Virginio Fasan. Le commandement de l'opération est assigné le 8 août au commodore italien Massimu Bonu à bord de l'Andrea Doria, succédant au commodore néerlandais George Pastoor à bord du Karel Doorman. Le 23 août, 25 membres d'équipage du pétrolier grec Sounion sont secourus par un navire de guerre européen en mer Rouge après plusieurs attaques des Houthis deux jours plus tôt. Selon la mission navale de l'UE en mer Rouge, l'un de ses navires a détruit un drone de surface naval alors qu'il secourait l'équipage du navire en détresse. Ceux-ci sont transportés jusqu'à Djibouti.
Au 3 novembre 2024, l'opération Aspides a permis de protéger 250 navires de commerces.
Le 14 février 2025, le Conseil de l'Union Européenne annonce la décision de prolonger l'opération jusqu'au 28 février 2026.
À la suite de l'attaque du navire Eternity C par les Houthis le 7 juillet 2025, l'opération militaire Aspides annonce au moins « trois membres de l’équipage tués », quatre autres marins du navire secourus et au moins deux blessés, « dont un électricien russe ayant perdu une jambe ». Douze personnes restent portées disparues ou kidnappées par l'organisation armée yéménite.